# Randburg
Randburg to miasto w Południowej Afryce w prowincji Gauteng położone w aglomeracji Johannesburga.
Miasto założone zostało przez osadników Burskich w roku 1850.
Rozwój okolicy, szczególnie pod wpływem odkrycia złota spowodował gwałtowny przyrost ludności.
Począwszy od 1886 roku zaczęły powstawać tu luksusowe wille a cała dzielnica przyciągała nowo wzbogaconych przedsiębiorców z regionu Witwatersrand.
Obecnie miasto liczy 220 000 mieszkańców.